# Digital Opera
Digital Opera Saint-Petersburg — ежегодный международный фестиваль и конкурс цифровой сценографии и режиссуры в театре для молодых медиа-художников и режиссёров мультимедиа, объединяющий жанр оперы с актуальным цифровым искусством. Впервые организован в 2019 году в Санкт-Петербурге. Специализация фестиваля на прогрессивной форме диджитализации и экспериментальном цифровом моделировании оперных и драматических постановок делают его уникальным для российского сообщества театральных постановщиков и видео-художников.
Основополагающая идея фестиваля Digital Opera Saint-Petersburg сводится к привлечению в российские оперные театры молодого поколения сотрудников и зрителей, а также решению одной из центральных проблем общества: сохранение, развитие и популяризация творческого, культурного наследия страны, формирование эстетического, духовного роста молодёжной аудитории. Экспериментальное моделирование оперной постановки привлекает современную аудиторию, технологии обеспечивают зрелищность оперного события, что способствует повышению интереса среди целевой группы зрителей.
Задача Digital Opera Saint-Petersburg— быть флагманом синтеза театра и мультимедиа. Фестиваль объединяет звёзд оперы и театра, театральных и мультимедиа режиссёров, мультимедиа студии и медиа-художников. Каждая команда создаёт для конкурса законченный мультимедиа перфоманс, базирующийся на классическом искусстве и демонстрирует его на сцене театра за всем этим наблюдают театральные и мультимедиа эксперты, отмечают возможности получившегося представления, собирают лучшие идеи, обретают знакомства в смежных сферах для рождения новых коллабораций. Ежегодно год оргкомитет выбирает актуальную оригинальную идею, которая ляжет в основу гала-представления финалистов конкурса.
Основатель и генеральный продюсер фестиваля — Надежда Абрамова.

## Команда фестиваля
Надежда Абрамова — основатель и генеральный продюсер фестиваля Digital Opera.
Михаил Голиков — музыкальный руководитель конкурса Digital Opera Performance. Художественный руководитель и главный дирижёр Международного симфонического оркестра «Таврический»
Игорь Ефимов — креативный продюсер конкурса Digital Opera Performance. Режиссёр театра и кино, член Союза кинематографистов России, актёр, преподаватель Санкт-Петербургского государственного института кино и телевидения.
Павел Сорокин — руководитель режиссёрского направления конкурса Digital Opera Performance. Российский театральный режиссёр, режиссёр-постановщик Ростовского государственного музыкального театра
Георгий Исаакян — художественный руководитель Московского государственного академического детского музыкального театра имени Н. И. Сац
Вячеслав Окунев — театральный художник, народный художник России, главный художник Михайловского театра.

## История

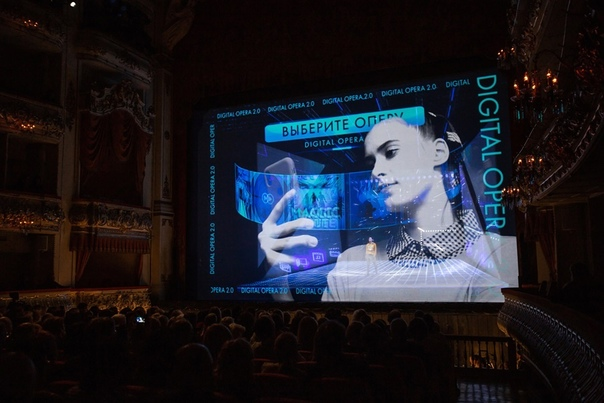
Гала-концерт Digital Opera 2019 в Михайловском театре (Санкт-Петербург), 12 ноября 2019 г.

### 2019 год
Первый фестиваль Digital Opera 2.0. Опера цифровой эпохи 2019 проходил с 1 октября по 12 ноября 2019 года. Фестиваль посетили выдающиеся личности мирового масштаба — всемирно известный театральный режиссёр и сценограф Дмитрий Черняков, директор записывающей компании BelAir Франсуа Дюпля. Автор идеи и генеральный продюсер фестиваля Надежда Абрамова, арт-директор Глеб Фильштинский.
Тема: Цифровой Гонзага.
Программа фестиваля включала:
- серии профессиональных круглых столов и лекций с участием всемирно известных творцов и экспертов в области оперного искусства;
- кинопоказы мировых шедевров симбиоза оперного искусства и цифровой сценографии в Киноцентре «Родина»[6];
- конкурс проектов цифровой сценографии молодых авторских коллективов с использованием современных мультимедиа-технологий по воссозданию декораций известных художников, работавших в российских театрах в XVIII в. — спецпроект «Цифровой Гонзага» в Эрмитажном театре победители конкурса в 2019 году —    команда «Гиацинт Студио» (Мария Яцентковская, Григорий Яцентковский) с проектом «Peregrinus Triumphans», визуализация Арии Странника из оратории Вивальди «Торжествующая Юдифь»  команда «Театр Юношеского Творчества» (Алексей Полубояринов, Павел Левин, Москаленко Никита, Денис Шилов, Павел Тылесов, Федор Рузанов) с проектом «Прадедушка Бибиена», путешествие во времени в поместье знаменитого семейства театральных художников Бибиена;
- мультимедийный спектакль Digital Gala с участием мировых оперных звёзд Альбины Шагимуратовой, Валентины Нафорницэ, Татьяны Мельниченко, Олеси Петровой, Риккардо Масси[англ.], Александра Маркеева, Бориса Пинхасовича на сцене Михайловского театра[5].

### 2020 год
Тема: Русские оперы.
Большая часть мероприятий прошла в режиме он-лайн в связи с действием эпидемиологических ограничений по COVID-19.
В программе фестиваля состоялись: серия семинаров и мастер-классов, он-лайн лекторий и творческие встречи с российскими и иностранными гостями, в том числе с известными дизайнерами, клипмейкерами и режиссёрами мультимедиа Павлом Шапиро и Эрнстом Вебером.
Финал конкурса прошёл без зрителей на сцене Киноконцертного зала Санкт-Петербургского государственного института кино и телевидения с прямой телетрансляцией.
Победители конкурса Digital Ppera Performance 2020:
Победитель в номинации «Гран-при»  —  команда «IDX» (Иван Рослов, Тимофей Вишневский, Евдокия Ананина).
Победитель в номинации «Лучший художник-постановщик»  — команда «SHKID REPUBLIC» Алексей Полубояринов, Павел Левин, Александра Демидова, Лев Мартинович

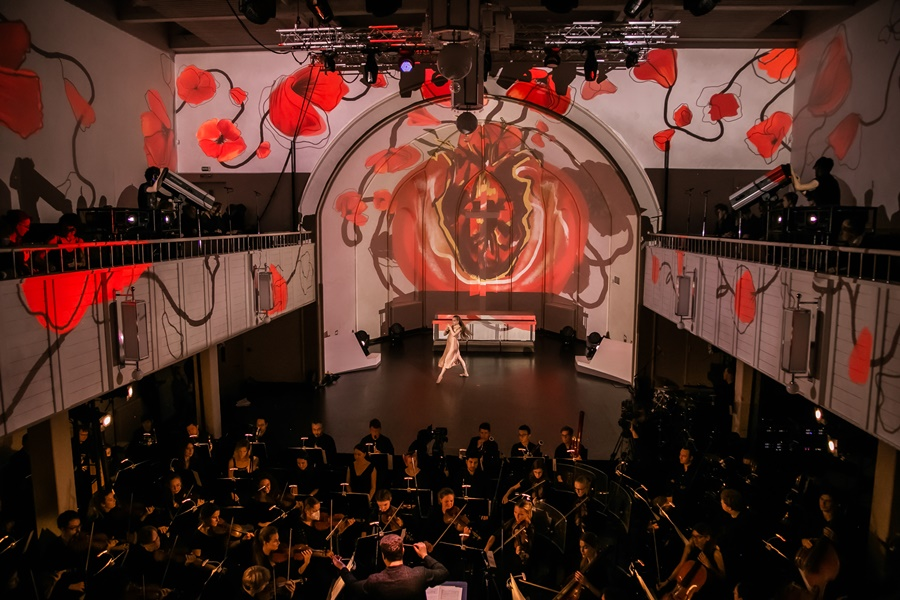
Гала-концерт Digital Opera 2021, 14 октября 2021 г.

Победитель в номинации «Лучший режиссер мультимедийного перформанса»  — команда «To be» (Елена Черемисова, Даниэль Абуев, Анастасия Лаушкина,надежда Кумакова)

Победитель в номинации «Лучший дизайнер видео-контента»  —  команда «.TED» (Дмитрий Отяковский, Егор Пшеничный, Татьяна Меренкова, Лев Васильев).

### 2021 год
Тема: Ромео и Джульетта.
Второй сезон под действием эпидемиологических ограничений по COVID-19 обусловил повторение он-лайн сценария для образовательной программы фестиваля и закрытого показа финального гала-концерта конкурса в концертном зале «Яани кирик» Церкви Святого Апостола Иоанна.
Прямая трансляция мультимедийного перфоманса осуществлялась телеканалом «Санкт-Петербург» на сайте и в социальных сетях.
Победители конкурса Digital Ppera Performance 2021:
Победитель в номинации «Гран-при»  —  Команда «НИБИРУ» (Лера Нибиру, Александра Ёлкина), эпизод «Бал». Танец Рыцарей. Сергей Прокофьев.
Победитель в номинации «Лучший режиссер мультимедийного перформанса»  —  Илья Смилга

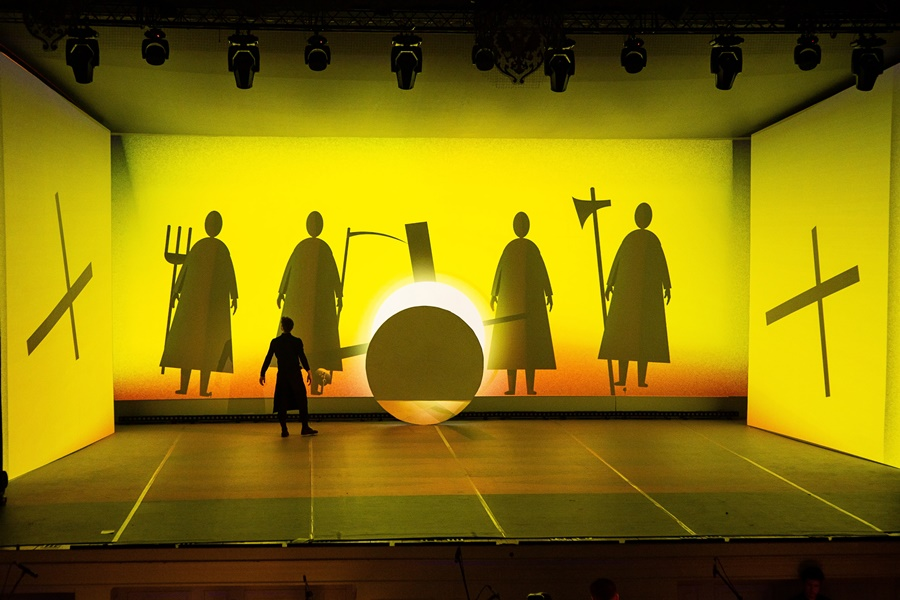
Гала-концерт Digital Opera 2022, 15 октября 2022 г.

Победитель в номинации «Лучший художник-постановщик»  —  команда «Yacinth Studio» (Мария Яцентковская, Григорий Яцентковский), эпизод «Дуэль Тибальта и Ромео». Опера Ромео и Джульетта. Шарль Гуно

### 2022 год
В 2022 году конкурс впервые устраивает соревнование в двух категориях — мультимедиасценография и мультимедиарежиссура.
Тема: Парадиз Петра I. Наводнение. Раскрывается в двадцати музыкальных произведениях — инструментальных отрывках, оперных ариях, хоровых партиях и декламациях. На конкурс было прислано около 200 заявок, около 60 отобрано для участия. Арт-директор фестиваля Digital Opera, художник-постановщик Сергей Новиков.
Фестиваль получил поддержку от Президентского фонда культурных инициатив
Прямая трансляция Гала-концерта Digital Opera Performance 2022 Телеканала Санкт-Петербург из Эрмитажного театра в социальных сетях Вконтакте и одноклассники собрала более 850 000 просмотров.
Победители конкурса Digital Ppera Performance 2022:
Победитель в номинации «Цифровая режиссура»  —  команда «АПЧЪ» (Илья Смилга), проект «Парадиз Петра I. Сны Петра. Д. Д. Шостакович. Симфония №7».
Приз зрительских симпатий в номинации «Цифровая режиссура»   — Анастасия Неговора и Вячеслав Шестак, проект «Парадиз Петра I. Сны Петра. Эй, ухнем»
Победитель в номинации «Цифровая сценография» и Приз зрительских симпатий   —  команда «PANTALEON_studio» (Митя Тарасевич, Елена Щербакова, Владислав Пахомов, Данила Верес, Максим Гапоян, Антон Васильев, Смагин Алексей), проект «Парадиз Петра I. Наводнение. Л. Бетховен. Симфония №6».

### 2023/24 годы
Пятый Digital Opera Performance 2023/24 был посвящен 225-летнему юбилею со дня рождения Александра Сергеевича Пушкина. Тема конкурсного задания: «Сказки Пушкина. Жизнь как чудо».
Арт-директор фестиваля Digital Opera, художник-постановщик Сергей Новиков.
Принято рекордное число заявок    — 200  командных и индивидуальных участников.
Фестиваль проходил при поддержке Президентского фонда культурных инициатив
Победители конкурса Digital Ppera Performance 2023/24:
I место —  команда «В синем море» (Даниил Леонтьев , Лина Данилова, Анастасия Наумова, Елизавета Соловец, Анастасия Цыкальчук, Анна Бурцева, Василий Герасимов), проект на отрывок оперы «Сказка о царе Салтане» Н. А. Римского-Корсакова. Действие III. Картина I. Вступление, Ария Гвидона «Ветер по морю гуляет», Сцена Царевны Лебедь и Гвидона «Здравствуй, князь», Сцена и полёт шмеля «Ну, теперь, мой шмель».
II место  —  команда «Александра Магелатова | Екатерина Зеленская», проект на отрывок оперы «Русалка» А.С. Даргомыжского. Действие II. Песня Наташи «По камушкам, по желтому песочку пробегала быстрая речка».
III место  —  команда «Ярослав Францев и Театральная Компания RADI SVETA» (Ярослав Францев, Рустам Нерустам, Анна Синица), проект на отрывок оперы «Русалка» А.С.Даргомыжского
Действие III картина II. Хор русалок «Свободной толпою» и далее.
Приз зрительских симпатий  —  команда «DigitalDream» (Анастасия Неговора, Вячеслав Шестак), проект на отрывок оперы «Сказка о царе Салтане» Н.А. Римского-Корсакова. Акт IV. Картина II. Симфоническая картина «Три чуда».

## Образовательная программа
В рамках фестиваля ежегодно проходят несколько просветительских программ, направленных на знакомство аудитории с возможностями мультимедиа в театральном, музейном, концертном пространствах, состоящих из серии мастер-классов, кинопоказов, лекций и встреч с ведущими специалистами в области оформления оперных спектаклей и области цифровых технологий.

## Сотрудничество с фестивалями, театральными премиями, театрами

### 2022
Участник панельной дискуссии «Искусственный интеллект: угроза или благо для культуры» Девятого международного культурного форума — Форум объединённых культур, Фестиваля музыкальных театров «Видеть музыку», VK Fest, Вахтанговского фестиваля театральных менеджеров «ВФТМ -2022», XXXV Собиновского музыкального фестиваля (премьера Пяти фресок из оперы Андрея Петрова «Петр Первый»),
Санкт-Петербургcкий государственный театр музыкальной комедии, спектакль «Мышеловка», 2022, режиссёр-постановщик  –   Николай Покотыло, художник-постановщик –  Сергей Новиков.
Московский театр оперетты, мюзикл "Каприз императрицы", 2022, режиссёр-постановщик спектакля - заслуженная артистка России Татьяна Константинова, художник - Сергей Новиков.
Член Ассоциации Музыкальных Театров.

### 2023
VIII Российская национальная оперная премия «Онегин», подготовка оформления и видео контента.
Самарский академический театр оперы и балета, видеоконтент для оперы "Мастер и Маргарита", 2023, композитор — Сергей Слонимский, дирижёр-постановщик — Евгений Хохлов, режиссёр-постановщик — Юрий Александров, художник-постановщик — Сергей Новиков.

### 2024
Ростовский государственный музыкальный театр, мюзикл "Есенин", 2024, композитор — Евгений Загот, режиссёр-постановщик — Анастасия Неговора, художник-постановщик — Сергей Новиков, производство видеоконтента — Digital Opera Saint-Petersburg
Московский театр оперетты, оперетта "Мистер Икс", 2024, композитор — Имре Кальман, режиссер-постановщик - Валерий Архипов, художник - Сергей Новиков, видеоконтент – Digital Opera Saint-Petersburg и Илья Смилга

## Награды фестиваля
Проект Digital Opera стал финалистом международной премии «Культура онлайн» в номинации «Лучшая коллаборация».